# Les Amants papillons
Ne doit pas être confondu avec La Romance de Liang Shanbo et Zhu Yingtai.
Le concerto pour violon Les Amants papillons (chinois simplifié : 梁祝 小提琴 協奏曲 ; pinyin : liáng shānbó zhù yīngtái xiézòuqŭ, littéralement concerto pour violon Liang Shanbo et Zhu Yingtai) est une adaptation pour violon et orchestre de la  romance de Liang Shanbo et Zhu Yingtai. C'est  l'une des œuvres  les plus célèbres de la musique chinoise, et sans doute la plus connue hors de Chine. Composée en 1959 par Chen Gang et He Zhanhao (zh) pour l'orchestre occidental, ses solos de violon utilisent cependant les techniques chinoises traditionnelles. 

## Caractéristiques musicales
Les compositeurs chinois traditionnels utilisent souvent un système tonal éloigné de celui de la musique classique ; il en résulte des sonorités souvent perçues comme dissonnantes par les occidentaux. Les Amants papillons est écrit dans une gamme pentatonique, et utilise de nombreuses mélodies chinoises, ainsi que des accords et des motifs chinois caractéristiques. 
Les Amants papillons fut écrit en 1959 par Chen Gang (né en 1935) et He Zhanhao (zh) (né en 1933), alors qu'ils étaient étudiants au Conservatoire de musique de Shanghai. Le concerto ne trouva sa véritable popularité que vers la fin des années 1970, lorsque la Chine assouplit son contrôle sur les productions artistiques après la révolution culturelle. Libéré de la censure, il devint une incarnation de la Chine en transition ; il figure désormais fréquemment au programme des concerts dans le monde entier, ainsi qu'en accompagnement de compétitions de patinage artistique. Le concerto est actuellement souvent joué avec un instrument chinois comme l'erhu, le pipa ou le  liuqin remplaçant le violon ; dans ce cas, le soliste est fréquemment accompagné par un orchestre formé lui aussi d'instruments chinois.
Le concerto est le plus souvent attribué à He Zhanhao, mais en fait,  sa contribution  principale est le célèbre thème de l'ouverture, alors que l'essentiel du développement fut en réalité écrit par Chen Gang, ce que ce dernier révéla dans une interview ultérieure.
Le  concerto fut joué pour la première fois à Shanghai en 1959 par Yu Lina (en), qui avait alors  19 ans, pour les manifestations célébrant le dixième anniversaire de la fondation de la république populaire de Chine ; la même année, un enregistrement en fut réalisé, avec  Shen Rong au violon, accompagné par l'orchestre symphonique du Conservatoire de musique de Shanghai, dirigé par Fan Cheng-wu.

## Argument et  thèmes musicaux
Le concerto ne comporte qu'un mouvement, mais est divisé en plusieurs sections, chacune évoquant un épisode de la romance de Liang Shanbo et Zhu Yingtai (souvent appelés les amants papillons, (en) Butterfly lovers, parce que  la légende se conclut par leur métamorphose en papillons à la suite de leur mort tragique). Certaines mélodies viennent de l'opéra chinois portant le même nom, ou de chansons chinoises populaires traditionnelles. La partie de violon solo symbolise Zhu Yingtai, l'héroïne de l'histoire, et celle du violoncelle, lui répondant depuis l'orchestre, symbolise Liang Shanbo, son amant.
Le début du concerto est joué par la flûte, à laquelle répond une simple mélodie au violon, tirée d'une chanson folklorique  des bords du fleuve Jaune, et évoquant l'histoire de l'enfance de Zhu Yingtai ; cette mélodie est accompagnée par la harpe et d'autres instruments de l'orchestre. La rencontre des deux amants après leurs études communes, qui marque le début de leur amour, est représentée par un duo mélancolique entre le violon et le violoncelle, le plus connu et le plus intense de toute l'œuvre.
Ce duo amoureux fait place à la colère de Liang apprenant qu'en son absence, Zhu s'est fiancée à un autre. Dans cette section, le violon et le violoncelle contrastent avec le reste de l'orchestre, celui-ci jouant de violents accords entre les passages où les deux instruments solos entrelacent de calmes mélodies. La reprise du duo amoureux accompagne la fin tragique de l'histoire, Liang tombant malade et mourant ; cette section se termine avec le  suicide de Zhu Yingtai, représenté par une longue tenue aigüe du violon. La dernière section, correspondant à l'ouverture de la tombe de Liang et à la métamorphose des amants en papillons, est confiée à l'orchestre seul.

## Instrumentation
Violon solo.
2 flûtes, 2 hautbois, 2 clarinettes, 2 bassons, 4 cors, 2 trompettes, 3 trombones, timbales, 3 instruments à percussion (guban (en), cymbales, tam-tam), une harpe, un piano, une section de cordes.